# 锡姆斯波特 (路易斯安那州)
锡姆斯波特（英語：Simmesport），是美国路易斯安那州下属的一座城市。根据2010年美国人口普查，该市有人口2,161人。建置上，属于“town”。